# Арчі Мадекве
Арчі Учена Мадекве (нар. 10 лютого 1995) — британський актор, названий Міжнародною зіркою завтрашнього дня у 2017 році. Найбільш відомий своїми ролями в серіалі Apple TV+ Сліпота (2019—2022), фільмі жахів A24 Сонцестояння (2019) та біографічному спортивному фільмі Гран Туризмо (2023). Його двоюрідна сестра — англійська акторка Ешлі Мадекве.

## Походження та навчання
Мадекве народився 1995 року в Південному Лондоні. Його батьки розлучилися, коли він був ще дитиною. У 14-річному віці почав вивчати театральне мистецтво в Лондонській школі виконавського мистецтва. Згодом також приєднався до Національного молодіжного театру. Потім продовжив навчання в Лондонській академії музичного та драматичного мистецтва (LAMDA) і покинув її раніше, коли отримав роль у фільмі Іена Ріксона «Коза, або Хто така Сільвія?». Едварда Олбі на Вест-Енді проти Деміена Льюїса та Софі Оконедо.

## Кар'єра
Мадекве дебютував на телебаченні в 2014 році, знявшись в епізоді медичної драми BBC Аварія. Потім він зіграв Луку в двох епізодах комедійної драми Channel 4 «Свіже м'ясо» у 2016 році.
У 2017 році Мадекве дебютував у Вест-Енді у фільмі «Коза, або Хто така Сільвія?». у Theatre Royal Haymarket разом із Деміеном Льюїсом та Софі Оконедо. Він отримав свою першу роль у фільмі як Люк у фільмі За мрією після того, як кастинг-директор побачив його у виставі. Того ж року він також з'явився в ситкомі Channel 4 Hang Ups.
У 2019 році Мадекве почав зніматися в ролі Кофуна в науково-фантастичному серіалі Apple TV+ Сліпота, зіграв Курфейрака в адаптації BBC One «Знедолені» та знявся в ролі Саймона в народному фільмі жахів Арі Астера на A24 «Сонцестояння». У 2021 році він знявся у фільмі «Покоління Вояджер» разом із Коліном Фарреллом та Лілі-Роуз Депп і озвучив Седжвік у фільмі «Лід», який отримав премію «Еммі» мультсеріалу Netflix «Любов, смерть і роботи». Мадекве також брав участь у зйомках фільму Нілла Блумкампа, заснованого на реальній історії, Гран Туризмо.
Він також зіграв ролі у «Кам'яному серці» для Netflix та «Солтберн» Еміралд Фіннелл.

## Фільмографія

### Фільми
| рік  | Назва             | Роль                   | Примітки |
| ---- | ----------------- | ---------------------- | -------- |
| 2018 | За мрією          | Люк                    |          |
| 2019 | Сонцестояння      | Саймон                 |          |
| 2021 | Покоління Вояджер | Кай                    |          |
| 2023 | Ґран Туризмо      | Янн Марденборо         |          |
| 2023 | Місія Стоун       | Іво                    |          |
| 2023 | Усі страхи Бо     | чоловік, який сміється |          |
| 2023 | Солтберн          | Фарлі                  |          |

### Телебачення
| Рік       | Назва                  | Роль             | Примітки                       |
| --------- | ---------------------- | ---------------- | ------------------------------ |
| 2014      | Потерпілий             | Бенджамін Мейсон | Епізод: «Будьте правдиві собі» |
| 2016      | Свіже м'ясо            | Лука             | 2 епізоди                      |
| 2018      | Відключення            | Джексон Бейлі    | 3 епізоди                      |
| 2018      | Інформатор             | Едді             | Епізод: «The Masterplan»       |
| 2019      | Знедолені              | Курфейрак        | міні-серіал; 3 епізоди         |
| 2019–2022 | Сліпота                | Кофун            | Головна роль                   |
| 2020      | Безпрецедентний        | Луїс             | 1 епізод                       |
| 2021      | Любов, смерть і роботи | Седжвік          | голос; епізод: «Лід»           |

## Театр
| Рік  | Назва                       | Роль     | Примітки                             |
| ---- | --------------------------- | -------- | ------------------------------------ |
| 2017 | Коза, або Хто така Сільвія? | Біллі    | Королівський театр Хеймаркет, Лондон |
| 2023 | Далі, ніж найдальша річ     | Франциск | Янг Вік, Лондон                      |